# Gerulfinger
Die Gerulfinger waren die Familie der ersten Grafen von (West-)Friesland und Holland. Namensgebend war Gerulf der Ältere († nach 839), von dem angenommen wird, dass er vom Friesenkönig Radbod († 719) abstammt (die Aussage gilt für eine namentlich nicht bekannte Enkelin, dürfte sich aber auf die männliche Linie beziehen). Die Familie starb in der Hauptlinie 1299 aus. Eine Nebenlinie waren die Grafen von Bentheim, die 1421 ebenfalls ausstarb. Bastardlinien des holländischen Grafenhauses waren die Van Teylingen, Brederode sowie Van der Duyn.
Die bekanntesten Familienmitglieder sind:
- Wilhelm von Holland, † 1256, 1247 Römisch-deutscher König, und
- Bertha von Holland, † Anfang 1094; die (zugunsten Bertrada von Montforts) verstoßene Ehefrau von Philipp I., König von Frankreich

## Stammliste

### Bis Florens I.
1. Dietrich († 793), Graf
  1. Gerulf der Ältere († nach 839), Graf in Friesland[1]
    1. Gerulf der Jüngere (885/889 bezeugt), Graf in Friesland
      1. Waltger (914/928 bezeugt)
        1. Ratbot († vor 17. Juli 944)

      2. Dietrich I. (916/928 bezeugt, † 6. Oktober …), Graf im Kennemerland
        1. NN (Dietrich); ⚭ Geva[2]
          1. Dietrich II. († 988), Graf von (West-)Friesland 936-941; ⚭ Hildegard, † 10. April 990, Tochter von Arnulf I., Graf von Flandern (Haus Flandern)
            1. Arnulf (975 bezeugt, ⚔ 993), Graf von (West-)Friesland; ⚭ 980 Liutgard von Luxemburg († 14. Mai nach 1005), Tochter von Graf Siegfried I. (Wigeriche)
              1. Dietrich III. Hierosolymita (993 bezeugt, ⚔ 1039); ⚭ Othelendis († 9. März 1044), Tochter von Bernhard I. Markgraf der Nordmark
                1. Dietrich IV. (1037 bezeugt, ⚔ 1049)
                2. Florens I. († ermordet 1061); ⚭ um 1050 Gertrud († 4. August 1113), Tochter von Bernhard II., Herzog von Sachsen (Billunger), sie heiratete in zweiter Ehe 1063 Robert I., Graf von Flandern (Haus Flandern) – Nachkommen siehe unten
                3. Bertrada; ⚭ Graf Dietrich I. von Katlenburg (⚔ 1056)

              2.  ? Siegfried († 5. Juni 1030); ⚭ Tetburga († 27. Januar …)
              3.  ? Aleida; ⚭ I Baudouin, Graf von Boulogne; ⚭ II Enguerrand I. († wohl 1045), Graf von Ponthieu (Haus Ponthieu)

            2. Egbert († 993), 976 Reichskanzler, 977 Erzbischof von Trier
            3. Herlinde, Äbtissin von Egmond, dann von Bennebroek

    2. Gerhard, Graf
    3. Günther († 873), Erzbischof von Köln 850-863
    4. Tochter, Nachfahrin des Friesenherzogs Radbod († 719)
      1. Ratbod, 899-917 Bischof von Utrecht

### Ab Florens I.
1. Florens I., († ermordet 1061); ⚭ um 1050 Gertrud († 4. August 1113), Tochter von Bernhard II., Herzog von Sachsen (Billunger), sie heiratete in zweiter Ehe 1063 Robert I., Graf von Flandern (Haus Flandern) – Vorfahren siehe oben
  1. Dietrich V. († 1091), 1061 Graf von Holland; ⚭ vor 26. Juli 1083 Othelhildis († 18. November …)
    1. Florens II. († 1121), 1091 Graf von Holland; ⚭ 1113 Gertrud (Petronella) († 23. Mai 1144), Tochter von Dietrich II., Herzog von Lothringen (Haus Châtenois)
      1. Dietrich VI. (1121 bezeugt, † 1157); ⚭ vor 1137 Sophie von Rheineck († 1176), Erbin der Grafschaft Bentheim, Tochter von Otto, Pfalzgraf bei Rhein, Graf von Rheineck (Stammliste des Hauses Salm)
        1. Dietrich (Pilgrim) (* 1139; † 1151)
        2. Florens III. (1156 bezeugt, † 1190 in Tyros auf dem Dritten Kreuzzug); ⚭ 1162 Aleida (Ada) von Schottland († 11. Januar nach 1205), Tochter von Prinz Heinrich von Schottland, Earl of Huntingdon, und Ada de Warenne (Haus Dunkeld)
          1. Ada († nach 1205); ⚭ 1176 Otto I. († 1184), Markgraf von Brandenburg (Askanier)
          2. Margareta († nach 1203); ⚭ Dietrich V. († 1193), Graf von Kleve
          3. Dietrich VII. (um 1183 bezeugt, † 1203); ⚭ 1186 Adelheid, 1186/1242 bezeugt, Tochter von Dietrich IV., Graf von Kleve
            1. Aleidis († vor 1204)
            2. Ada (* wohl 1188, † 1203/27), 1203 Gräfin von Holland, abgesetzt; ⚭ November 1203 Ludwig II. († 29. Juli 1218), Graf von Looz, 1203/06 Graf von Holland

          4. Wilhelm I. (1198 bezeugt, † 1222), 1203 Graf von Holland; ⚭ I 1197 Adelheid († 4. Februar 1218), Tochter von Otto I., Graf von Geldern; ⚭ II 1220 Maria († 9. März/14. Juni 1260), Tochter von Heinrich I., Herzog von Brabant (Reginare), Witwe von Kaiser Otto IV. (Welfen)
            1. (I) Florens IV. (* 1210, † 1234), Graf von Holland; ⚭ (Ehevertrag vom 5. Dezember 1214) Mechtild von Brabant († 22. Dezember 1267), Tochter von Heinrich I., Herzog von Brabant (Reginare), Witwe von Heinrich II., Pfalzgraf bei Rhein (Welfen)
              1. Wilhelm II. (⚔ 1256), bis 1239 minderjährig, Graf von Holland, 1247 Römisch-deutscher König; ⚭ 25. Januar 1252 Elisabeth von Braunschweig, († 27. Mai 1266), Tochter von Otto I., Herzog von Braunschweig (Welfen)
                1. Florens V. (* 1254, † ermordet 1296), bis 1266 minderjährig, Graf von Holland; ⚭ um 1270 Beatrix von Dampierre, († 23. März 1296), Tochter von Guido von Dampierre, Graf von Flandern (Haus Dampierre) und Mahaut de Béthune
                  1. 4 Söhne und 3 Töchter († jung)
                  2. Johann I. (* 1284, † 1299), Graf von Holland; ⚭ 1297 Elisabeth von England († 1316), Tochter von Eduard I., König von England (Plantagenet), sie heiratete in zweiter Ehe 1302 Humphrey de Bohun, 4. Earl of Hereford (⚔ 16. März 1321)
                  3. Margareta, († nach 12. August 1284)

                2. Mechthild (1256 bezeugt)

              2. Florenz der Vogt († 26. März 1258), 1248/58 Regent von Holland
              3. Aleide († 1. März/7. April 1284), 1258/63 Regentin von Holland; ⚭ 9. Oktober 1246 Johann von Avesnes († 1257), Graf von Hennegau (Haus Avesnes)
              4. Margareta († 26. März 1277); ⚭ um 4. Juli 1249 Hermann I. († 1290), Graf von Henneberg
              5. Mechthild

            2. Otto († 3. April 1249), 1238/39 Regent von Holland, 1245 Bischof von Utrecht
            3. Wilhelm († 30. August 1238), 1234/38 Regent von Holland
            4. Rikarde († 3. Januar 1262)
            5. Ada († 15. Juni 1258), 1239 Äbtissin von Rijnsburg

          5. Florenz (1198 bezeugt, † 30. November 1210), Propst in Utrecht, später geistlich in Middelburg
          6. Balduin (1198 bezeugt, † 19. Juli 1204)
          7. Elisabeth († 27. August …)
          8. Hedwig († 13. Januar …)
          9. Agnes († 22. April 1228), 1205 Äbtissin von Rijnsburg

        3. Otto I. (* um 1135, † um 1207), Graf von Bentheim, 1187/96 Burggraf von Coevorden; ⚭ I) Alveradis von Arnsberg († nach 1205), Tochter von Gottfried II., Graf von Arnsberg (Haus Cuyk); ⚭ II) Alveradis von Cappenberg
          1. I) Balduin I. der Tapfere († um 1247), 1209 Graf von Bentheim; ⚭ Jutta († nach 1276)
            1. Lisa; ⚭ Ludolf III. († um 1265), Graf von Steinfurt
            2. Ekbert, Herr von Malsen und Westerholte, Vogt von Alborg
            3. Berta von Bentheim (* 1215); ⚭ Heinrich II. († um 1272), Graf von Dale
            4. Otto II., 1248 Graf von Bentheim, 1264 Graf von Tecklenburg; ⚭ vor 1232 Heilwig, * um 1219, † um 1264, Tochter des Grafen Otto I. von Tecklenburg
              1. Otto III. († 1285), Graf von Tecklenburg
                1. Otto IV. († 1307), 1285 Graf von Tecklenburg
                  1. Otto V. († um 1328), Graf von Tecklenburg
                  2. Richardis († um 1327), Erbin von Tecklenburg; ⚭ Günzel VI., Graf von Schwerin

              2. Ekbert I., † vor 1311, 1279 Graf von Bentheim; ⚭ Heilwig von Oldenburg-Delmenhorst, Tochter von Graf Johann I. (Haus Oldenburg)
                1. Johann, † vor 1333, 1305 Graf von Bentheim; ⚭ Mechthild zur Lippe, Tochter des Simon I., Herr zur Lippe
                  1. Simon I., † 1344, 1333 Graf von Bentheim
                  2. Otto III. († nach 1379), 1344 Graf von Bentheim, verzichtet um 1364
                  3. Bernhard († 1421), 1364 Graf von Bentheim
                  4. Hedwig, 1347/71 bezeugt; ⚭ Eberwyn von Güterswyck († 1378)
                  5. Christian († nach 1401), Domherr in Köln, 1361 Dompropst zu Münster

                2. Ekbert († nach 1333), Domherr zu Münster
                3. Otto († 1320), Domherr zu Münster
                4. Heinrich († nach 1345), Pfarrer zu Bakel
                5. Christian, Domherr in Bremen
                6. Hedwig († nach 1358), Priorin von Vreden
                7. Lisa († 1328), 1324 Äbtissin von Freckenhorst
                8. Oda († nach 1345), Äbtissin von Metelen
                9. Balduin († um 1324), Domherr zu Osnabrück
                10. Jutta, Nonne zu Vreden
                11. Odilia; ⚭ Arnold III. († 1307/08), Graf von Almelo

              3. Gertrudis, 1287 Äbtissin von Metelen
              4. Jutta; ⚭ Christian III. († 1285), Graf von Oldenburg (Haus Oldenburg)

        4. Balduin, († 1196), 1169 Propst von Sankt Maria in Utrecht, 1178 Bischof von Utrecht
        5. Dietrich I. († 28. August 1197 in Pavia), 1196 Bischof von Utrecht
        6. Robert (1162 bezeugt, † vor 1190)
        7. Sophie, 1200 Äbtissin

      2. Florenz der Schwarze (1129 bezeugt, ⚔ 1132)
      3. Simon (1131/47 bezeugt, † 7. November …), Kanoniker in Sankt Martin in Utrecht
      4. Hedwig († 1132), Nonne

  2. Albrecht, Kanoniker in Sankt Lambert in Lüttich
  3. Florenz, Kanoniker in Sankt Lambert in Lüttich
  4. Peter, Kanoniker in Sankt Lambert in Lüttich
  5. Bertha († Anfang 1094); ⚭ 1072, verstoßen 1092, Philipp I. († 1108), König von Frankreich (Stammliste der Kapetinger)
  6. Mechtild
  7. Florenz († jung)
  8.  ? Adela ⚭ Balduin I. († 1092/96), Graf von Guînes (Haus Guînes)